# Кристална структура
Кристална структура е тип подреждане на градивните частици на твърдо вещество – атоми, молекули или йони, при което има повтаряемост на определен модел в трите основни направления на пространството.
В обичайните представите кристалите имат плоски стени, които се пресичат под определен ъгъл и се асоциират със скъпоценен камък. Това е вярно при идеален кристал, тъй като външният му изглед отразява вътрешния строеж. Но кристален строеж имат и много твърди тела, които обикновено не се асоциират с тази представа – например металите. В чиста форма много материали са съставени от атоми, подредени в повтарящи се модели и затова се определят като кристали. За разлика от аморфните вещества кристалите имат точна температура на топене. Скъпоценният камък (например диамант) е единичен голям кристал от твърд неразтворим материал (в случая въглерод). Такива кристали са обаче много редки в природата и повечето твърди тела са поликристални – съставени от отделни области с кристален строеж (кристалити), подредени хаотично една спрямо друга.

## Теоретичен модел
За теоретичен анализ на кристалната структура се използва геометрично приближение, наречено кристална решетка. Във всяка точка от кристалната решетка се намира определена група атоми (мотивна единица), като всички групи са еднакви по състав, строеж и ориентация спрямо решетката. Може да се счита, че структурата е синтез на кристалната решетка и мотивната единица, която е размножена многократно чрез транслация. Този модел на подреждане зависи от особеностите на градивните частици и цели достигането на най-стабилната възможна конфигурация.
В най-простия случай мотивната единица се състои от един атом, например в кристалите на медта или желязото. Възникващата в резултат на това кристална структура много прилича на кристалната решетка, но се отличава по това, че е съставена от атоми, а не от точки. Често това обстоятелство не се отчита и термините „кристална структура“ и „кристална решетка“ се употребяват като синоними. Когато обаче мотивната единица е по-сложна и съдържа два или повече атома, няма геометрично сходство между кристалната решетка и кристалната структура. Така например, структурата на магнезия или диаманта не съвпадат геометрически с решетката: при тях мотивните единици се състоят от два атома.
Основни параметри на кристалната структура (някои от тях са свързани помежду си) са следните:
- тип на кристалната решетка (сингония, решетка на Браве);
- брой формулни единици, падащи се на елементарна клетка;
- пространствена група;
- параметри на елементарната клетка (линейни размери и ъгли);
- координати на атомите в елементарната клетка;
- координационни числа на всички атоми.

### Видове кристална решетка според строежа
- Атомна кристална решетка – Атомите в атомната решетка са свързани със здрави, ковалентни химични връзки. Валентните електрони на атомите образуват общи електронни двойки между всеки два атома. Тези вещества имат голяма твърдост, висока температура на топене, не провеждат електричния ток, но са крехки. Те практически не се разтварят във вода. Целият им кристал може да се разглежда като една молекула. Атомна кристална решетка имат диамантът, графитът, кристалите на кварца и други.
- Молекулна кристална решетка – Веществата с молекулна кристална решетка са крехки с малка твърдост, топят се при ниска температура, не провеждат електричен ток (сяра, йод). Различават се по разтворимостта си във вода. Причината за такива свойства се крие в по-слабите междумолекулни сили, с които са свързани градивните частици.
- Йонна кристална решетка – В йонната кристална решетка йоните са свързани с йонна връзка. Веществата с такъв строеж са твърди. Йонноизградените вещества са крехки и притежават висока температура на топене. В твърдо състояние не провеждат електричен ток. По-голяма част от тях са разтворими във вода. Разтворите и стопилките им провеждат електричен ток. Такива вещества са натриев хлорид, меден сулфат, калциев дихлорид и други.

### Видове кристална решетка според симетрията
- Кубична стенноцентрирана решетка
- Тетрагонална обемноцентрирана решетка
- Хексагонална кристална решетка
- Триклинна кристална решетка
- Орторомбична стенноцентрирана
- Моноклинна центрирана в основата
- Ромбоедрична

## Полиморфизъм
Полиморфизмът е свойство на някои вещества да образуват различни кристални структури при изменение на температурата и налягането. Полиморфни модификации са структурните модификации на даден минерал или химично вещество с еднакъв химичен състав, например при въглерода – диамант и графит, при калциевия карбонат – калцит и арагонит.

## Методи за изследване
Наблюдението на отделни атоми е невъзможно с оптичен микроскоп, защото дължината на вълната на видимата светлина е много по-голяма от размерите на атомите и междуатомните разстояния. Изследването на кристалната структура става възможно в началото на 20 век, когато са открити рентгеновите лъчи. През 1912 г. Макс фон Лауе, Паул Книпинг и Валтер Фридрих (Max von Laue, Paul Knipping and Walter Friedrich) наблюдават за първи път дифракцията на рентгенови лъчи от кристали. Това откритие, заедно с предшествуващите разработки на Пол Питър Ивалд, (Paul Peter Ewald) Уилям Хенри Браг (William Henry Bragg) и Уилям Лорънс Браг (William Lawrence Bragg) дава начало на рентгеновата кристалография. Голямото значение на този метод се демонстрира и при изследванията на кристалната структура на ДНК половин век по-късно.